# قطارات مراقبة عن قرب (فلم)
قطارات مُراقبة عن قرب (بالإنجليزية: Closely Watched Trains) هو فيلم كوميدي تم إنتاجه في سلوفاكيا وصدر في سنة 1966.

## الميزانية والإيرادات
حقق أرباحا تقدر بـ 1,500,000 (/ Canada) دولار.

### ترشيحات وجوائز
| السنة | الحدث  | الفئة           | النتيجة  |
| ----- | ------ | --------------- | -------- |
|       | أوسكار | أفضل فيلم أجنبي | فـــــوز |

## وصلات خارجية
- مقالات تستعمل روابط فنية بلا صلة مع ويكي بيانات